# Pinus yunnanensis
Espèce
Statut de conservation UICN

 LC  : Préoccupation mineure
Pinus yunnanensis (son nom provient de la province du Yunnan, en Chine) est une espèce de conifères de la famille des Pinaceae, poussant entre 600 et 3000 mètres d'altitude, sur le plateau tibétain au Nord la province du Yunnan, il s'étend vers le Nord dans la province du Sichuan et plus au Sud, jusqu'au Nord de la Birmanie. Il s'étend également dans des régions abritant traditionnellement des feuillus.

## Dénomination
Cette espèce est localement appelée, en Chine : Pin du Yunnan (chinois simplifié : 云南松 ; pinyin : Yúnnán sōng), « Pin Qing » (青松, Qīng sōng), « Pin volant » (飞松, fēi sōng), « Pin à poils longs » (长毛松, chángmáo sōng).

## Répartition

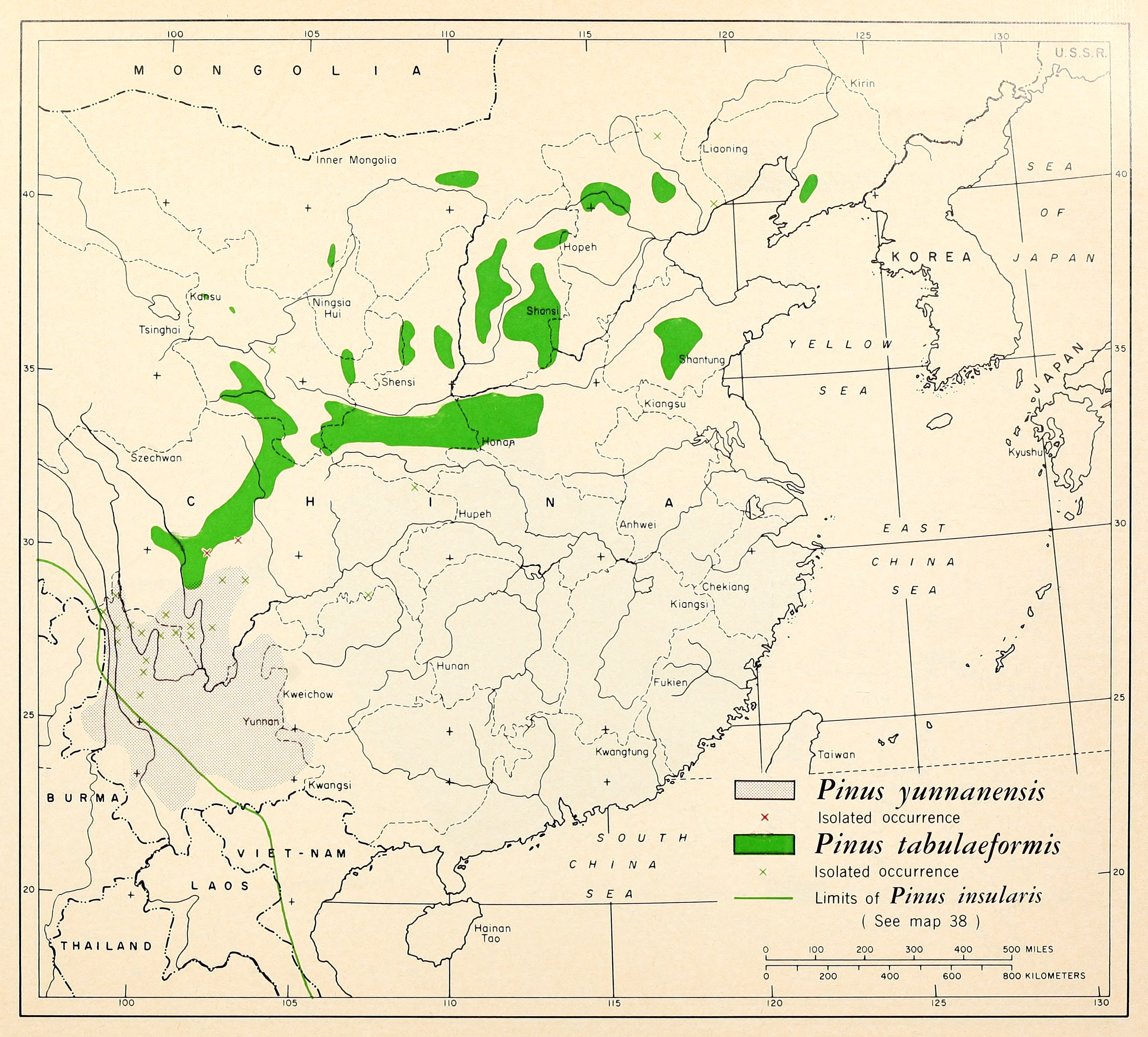
Carte de répartition de Pinus yunnanensis (en gris) & Pinus tabulaeformis (en vert).

Pinus yunnanensis pousse entre 600 et 3000 mètres d'altitude, sur le plateau tibétain au Nord la province du Yunnan, il s'étend vers le Nord dans la province du Sichuan et plus au Sud, jusqu'au Nord de la Birmanie.

## Liste des variétés
Selon Catalogue of Life (10 août 2014) et World Checklist of Selected Plant Families (WCSP) (10 août 2014) :
- variété Pinus yunnanensis var. pygmaea (Hsueh f.) Hsueh f. (1978)
- variété Pinus yunnanensis var. yunnanensis

Selon The Plant List (10 août 2014) :
- variété Pinus yunnanensis var. pygmaea (Hsueh f.) Hsueh f.

Selon Tropicos (10 août 2014) (Attention liste brute contenant possiblement des synonymes) :
- variété Pinus yunnanensis var. pygmaea (J.R. Xue) J.R. Xue
- variété Pinus yunnanensis var. tenuifolia W.C. Cheng & Y.W. Law
- variété Pinus yunnanensis var. yunnanensis